# Autoerotismo

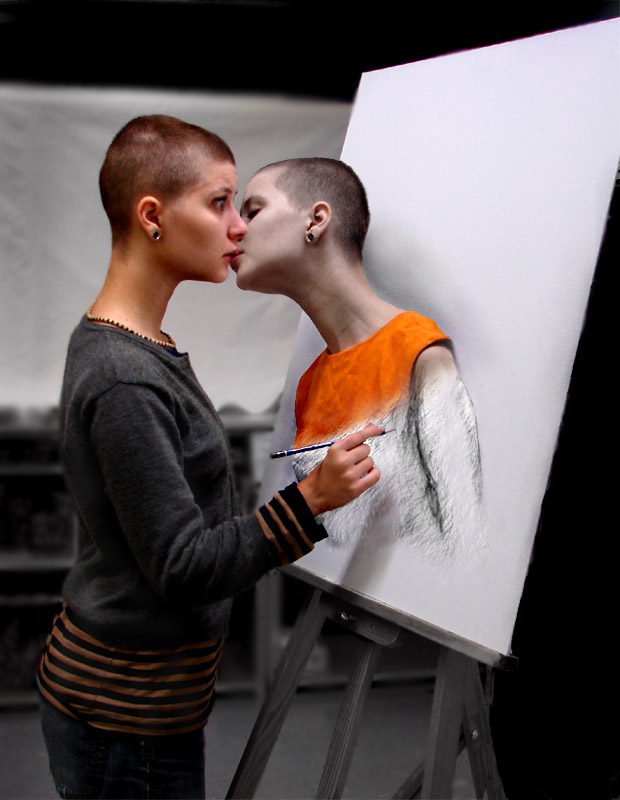
La musa, modelada por Nina Longshadow en Opus

El autoerotismo es la práctica de auto-estimularse sexualmente. El término fue popularizado a finales del siglo XIX por el sexólogo británico Havelock Ellis, quien definió el autoerotismo como «el fenómeno de espontánea emoción sexual generado en ausencia de un estímulo externo procediendo, directa o indirectamente, de otra persona». La más común práctica autoerótica es la masturbación, y los dos términos son muchas veces usados como sinónimos.
El uso popular de distintos tipos de juguetes sexuales se refieren al mismo término. La autofelación, el acto de practicar sobre uno mismo sexo oral, lo lleva a cabo menos del 1% de la población masculina. El autocunnilingus es el acto equivalente con la vulva femenina, y al igual que el autocoitus, es aún más minoritario. Las conductas autoeróticas están consideradas muchas veces dentro del normal desarrollo sexual humano.
Por autoerotismo se entiende generalmente la búsqueda en la propia persona de sensaciones o emociones claramente sexuales o que pueden reducirse a un significado sexual. En sentido más específico, es la provocación mecánica de excitaciones sexuales que realiza el individuo solo, de manera consciente y más o menos deliberada, ordinariamente en un contexto de fantasías y deseos eróticos.
También se usa el término «masturbación» para subrayar el aspecto material de la actuación sexual autoerótica.
Un buen número de prácticas autoeróticas están consideradas prácticas de riesgo, incluyendo la autoasfixia y el auto-bondage.